# La linea alba
La linea alba è un libro di Antonio Santori, edito nell'aprile 2007 per la casa editrice Marsilio di Venezia.
Si tratta di un poema fantastico, in cui l'autore compie un viaggio nel mistero dell'universo paragonato a un grembo muliebre. Ultimo dei quattro poemi pubblicati da Antonio Santori, l'uscita dell'opera ha preceduto di pochi mesi la morte dell'autore, avvenuta il 30 agosto dello stesso anno.
La prefazione all'opera è firmata dal poeta e traduttore Paolo Ruffilli.